# Верхнебогдановка
Верхнебогдановка (укр. Верхньобогданівка) — село, относится к Станично-Луганскому району Луганской области Украины.
Население по переписи 2001 года составляло 773 человека. Почтовый индекс — 93610. Телефонный код — 6472. Занимает площадь 6,11 км².

## Местный совет
93610, Луганська обл., Станично-Луганський р-н, с. Верхньобогданівка, пл. Миру (укр.)